# Badminton World Federation
Badminton World Federation (BWF) er badmintonsportens internationale organisation, der er øverste myndighed for sporten. BWF har 165 medlemslande og støttes i øvrigt af IOC (Internationale Olympiske Komité) og de nationale olympiske komiteer. Nuværende præsident er Poul-Erik Høyer Larsen.

## BWF's formål og struktur
BWF's opgave er at arbejde for, udvikle, regulere og udbrede kendskabet til badminton i hele verden. BWF har til det formål en organisation bestående af:
- Rådet: 25 medlemmer med BWF's præsident i spidsen
- Ledelsen: 12 medlemmer med præsidenten, stedfortræderen og seks vicepræsidenter samt fire komitémedlemmer
- Komiteer: Arbejdsgrupper inden for fem områder:
  - Administration
  - Finans og planlægning
  - Kommercielle interesser
  - Udvikling
  - Sporten
- Kommissioner: Specialistgrupper, der reviderer lovgivningen, udvikler procedurer og rådgiver komiteerne.

Under BWF findes fem kontinentale forbund, der har regionale forpligtelser svarende til BWF's globale forpligtelser.

## Turneringer
BWF organiserer en række verdensomspændende badmintonturneringer for både landshold og enkeltspillere (single og double). Det drejer sig om:
- VM i badminton for enkeltspillere (såvel en senior- som en juniorturnering)
- Badmintonturneringen ved de Olympiske Lege for enkeltspillere
- Thomas Cup for herrehold
- Uber Cup for kvindehold
- Sudirman Cup for mixed hold
- BWF Super Series, en ranglisteturnering for enkeltspillere

## Historie
Sporten har sit udspring i England i 1800-tallet, og her gik 14 klubber i 1893 sammen om at oprette Badminton Association. Denne organisation stod i de næste mange år for at fastlægge og udvikle spillet. Efterhånden som spillet blev mere udbredt, også uden for England, blev det klart, at Badminton Association ikke kunne blive ved med at have den styrende rolle, som det hidtil havde haft. Det var fra Badminton Association selv, at det konkrete forslag om en international organisation blev fremført, og 5. juli 1934 blev International Badminton Federation (IBF) stiftet med hovedsæde i Cheltenham i England.
Med til det stiftende møde, der blev afholdt i London, var repræsentanter for de nationale badmintonforbund i Canada, Danmark, England, Frankrig, Holland, Irland, New Zealand, Skotland og Wales. 
IBF skiftede navn til Badminton World Federation 24. september 2006. Siden 1. oktober 2005 har hovedsædet ligget i Kuala Lumpur, Malaysia.